# Dīvrash
Dīvrash (persiska: دیورش) är en ort i Iran.   Den ligger i provinsen Gilan, i den nordvästra delen av landet, 210 km nordväst om huvudstaden Teheran. Dīvrash ligger 309 meter över havet och antalet invånare är 262.
Terrängen runt Dīvrash är huvudsakligen kuperad, men österut är den bergig.Runt Dīvrash är det ganska glesbefolkat, med 45 invånare per kvadratkilometer. Närmaste större samhälle är Rostamābād, 7,9 km väster om Dīvrash. I omgivningarna runt Dīvrash växer i huvudsak blandskog.